# ناوتو إيشيكاوا
ناوتو إيشيكاوا (باليابانية: 石川 直人) (مواليد 7 نوفمبر 1989)، هو لاعب كرة قدم ياباني سابق كان يلعب كلاعب وسط.

## وصلات خارجية
- ناوتو إيشيكاوا على موقع رابطة كرة القدم اليابانية للمحترفين (اليابانية)
- ناوتو إيشيكاوا على موقع Soccerway.com (الإنجليزية)